# Mads Pedersen
Mads Pedersen (18 de dezembro de 1995, Aarhus, Dinamarca) é um ciclista profissional dinamarquês que atualmente corre para a equipa Lidl-Trek.
É um ciclista que destaca nas clássicas, além de ter boa ponta de velocidade nos finais em massa e destacar nas contrarrelógio de curta distância.
Seu maior sucesso desportivo foi proclamar-se campeão do mundo em estrada em 2019. Ademais, tem sido campeão da Dinamarca em 2017 e tem conseguido vitórias em clássicas como a Gante-Wevelgem ou o Grande Prêmio de Isbergues, bem como diversas etapas tanto ao esprint como contrarrelógio.

## Trajectória

### 2017: Sucesso Nacional
Sua temporada de 2017 destacou principalmente pelas vitórias que conseguiu em seu país natal Dinamarca. Proclamou-se campeão da Dinamarca em estrada, vencendo ao sprint na prova que se celebrou em Grindste.
Em setembro celebrou-se a Volta à Dinamarca. Na terceira etapa conseguiu a vitória de etapa e a liderança da prova, liderança que aguentou até final da prova, impondo na classificação geral. Ademais, foi o primeiro na classificação da regularidade.
Disputou o campeonato do mundo que se celebrou em Bergen, Noruega, mas abandonou e não finalizou.

### 2018: Pódio em Flandres
Começou no ano disputando diversas provas em Austrália: o Tour Down Under, a Cadel Evans Great Ocean Race e o Herald Sun Tour. O seus melhores resultados chegaram nesta última, onde finalizou em segunda posição no prólogo e venceu ao esprint na segunda etapa. Na temporada das clássicas continuou com seu bom estado de forma e conseguiu bons resultados. Finalizou em quinta posição em Através de Flandres, chegando a dois segundos do vencedor Yves Lampaert, num grupo reduzido de 4 ciclistas. Mal uns dias mais tarde, subiu ao pódio em segunda posição do Volta à Flandres, chegando em solitário a 12 segundos do vencedor Niki Terpstra.
Posterior às clássicas, disputou o Giro d'Italia, destacando seu 9.ª posição na terceira etapa e o 8.ª posto na sétima.
Nos últimos meses de competição, conseguiu-se alçar com a vitória na prova nacional o Tour de Fyen e na Volta à Dinamarca, venceu na prova contrarrelógio que se disputou na quarta etapa.
Sua última vitória chegou no Tour de Eurométropole, onde conseguiu neutralizar o ataque nos últimos quilómetros de Tiesj Benoot.

### 2019: Maillot Arcoiris
No final de temporada conseguiu vencer em solitário no Grande Prêmio de Isbergues, sendo sua primeira vitória do ano. Uma semana mais tarde, proclamou-se campeão do mundo em estrada em Yorkshire. Chegou aos metros finais junto com Matteo Trentin e Stefan Kung, aos quais venceu no esprint para conseguir o maillot arco-íris. É o primeiro ciclista dinamarquês que consegue ser campeão do mundo elite masculino.

### 2020: Debut no Tour

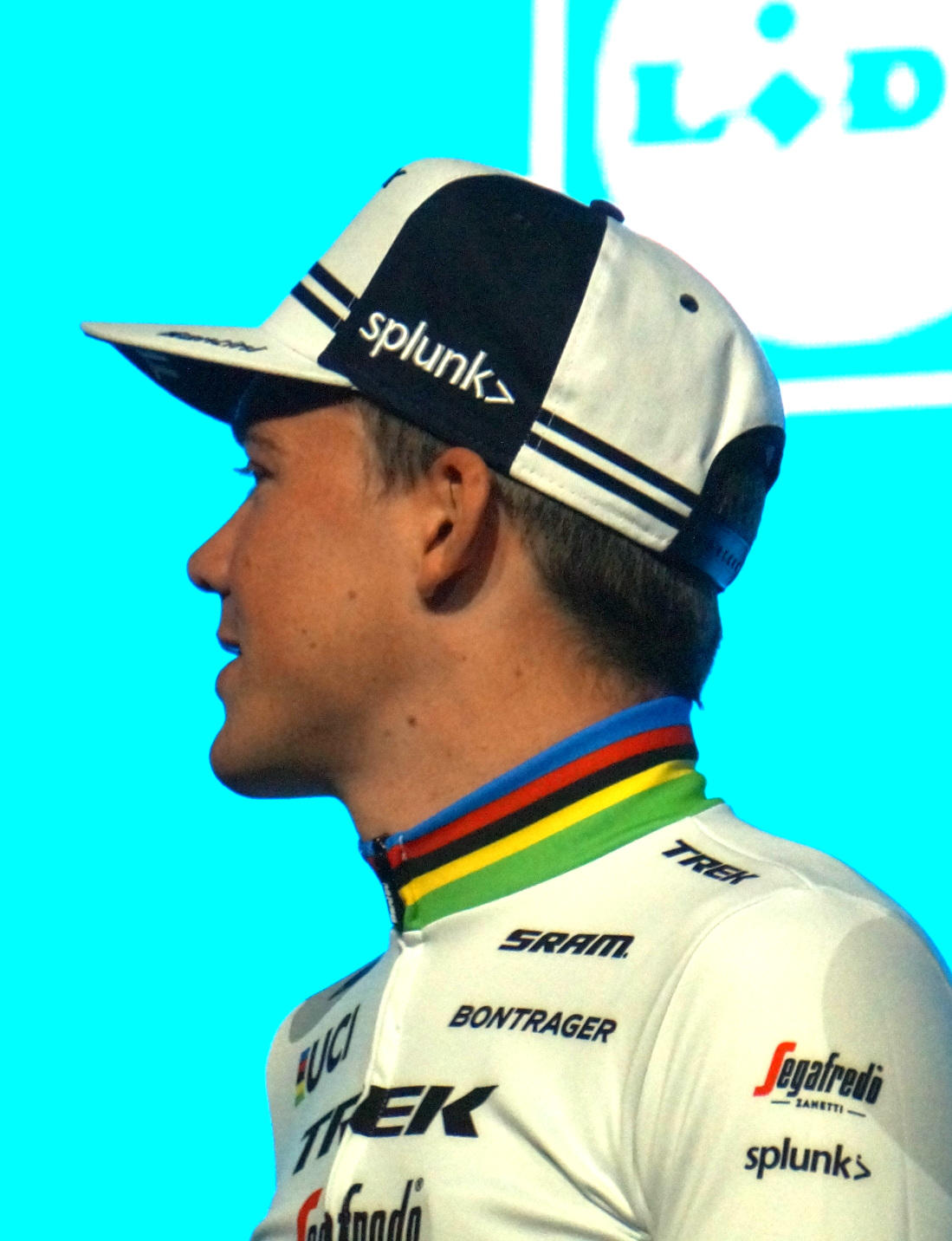
Pedersen com o maillot arcoiris no 2020.

Abandonou a Paris-Nice e retornou a seu país pela ameaça do COVID-19.
Depois da volta à competição após o confinamento, venceu na segunda etapa do Volta à Polónia, o que lhe valeu também para vestir o maillot de líder. Na seguinte etapa perderia o maillot amarelo, acabando o Tour em 113.ª posição. Em seu estreia no Tour de France, finalizou segundo na primeira etapa por trás de Alexander Kristoff. Com sua posição na etapa, liderou provisionalmente a classificação de jovens, portando o maillot branco na seguinte etapa. Na última etapa habitual nos Campos Elíseos de Paris, finalizou segundo sendo superado pelo irlandês Sam Bennett. Durante o transcurso do Tour de France se deu a conhecer que o seleccionador dinamarquês não o preseleccionava entre os ciclistas que disputariam o mundial em estrada de Imola.
Após que Julian Alaphilippe se proclamasse campeão do mundo no final de setembro de 2020, deixou de vestir o maillot arcoiris que o acreditava como tal.
Sua primeira corrida após o Tour de France foi o BinckBank Tour. Na primeira etapa foi superado ao sprint por Jasper Philipsen, trocando-se os papéis na terça, ganhando Mads a etapa e colocando-se como líder da geral. Depois da contrarrelógio individual da quarta etapa onde finalizou em quarta posição, aumentou sua vantagem na liderança, o qual cederia na última etapa em favor de Mathieu van der Poel. Apesar disso, finalizou o BinckBank Tour em quinta posição na geral e acabou em primeira posição da classificação da regularidade.
A princípios de outubro, obteve a vitória da corrida World Tour, a Gante-Wevelgem. A falta de 2 quilómetros, o grupo de cabeça ficou reduzido a 4 ciclistas entre os que estavam Alberto Bettiol, Matteo Trentin, Florian Sénéchal e o próprio Pedersen. Esse grupo reduzido, chegou ao sprint final onde se impôs Pedersen. É o segundo dinamarquês em conseguir a vitória em Gante.

## Palmarés
| - 2014 - Grande Prêmio de Frankfurt sub-23 - 2015 - 1 etapa do ZLM Tour - 1 etapa do Tour de l'Avenir - 2016 - Gante-Wevelgem sub-23 - 1 etapa do Tour da Noruega - Tour de Fyen - 2017 - Campeonato da Dinamarca em Estrada - Tour de Poitou-Charentes, mais 1 etapa - Volta à Dinamarca, mais 1 etapa | - 2018 - 1 etapa do Herald Sun Tour - Tour de Fyen - 1 etapa da Volta à Dinamarca - Tour de Eurométropole - 2019 - Grande Prêmio de Isbergues - Campeonato Mundial em Estrada - 2020 - 1 etapa do Volta à Polónia - 1 etapa do BinckBank Tour - Gante-Wevelgem |

## Resultados em Grandes Voltas e Campeonatos do Mundo
Durante sua corrida desportiva tem conseguido os seguintes postos nas Grandes Voltas.
| Corrida            | Corrida            | 2014 | 2015 | 2016 | 2017  | 2018  | 2019 | 2020  |
| ------------------ | ------------------ | ---- | ---- | ---- | ----- | ----- | ---- | ----- |
|                    | Giro d'Italia      | —    | —    | —    | 138.º | 140.º | —    | —     |
|                    | Tour de France     | —    | —    | —    | —     | —     | —    | 124.º |
|                    | Volta a Espanha    | —    | —    | —    | —     | —     | —    | —     |
| Mundial em Estrada | Mundial em Estrada | —    | —    | —    | Ab.   | —     | 1.º  | —     |

—: não participa 

Ab.: abandono 

## Equipas
- Cult Energy (2014-2015)
  - Cult Energy Vital Water (2014)
  - Cult Energy Pro Cycling (2015)
- Stölting Service Group (2016)
- Trek-Segafredo (2017-)